# Fumet
Fumet ist ein gastronomischer Fachausdruck für eine stark reduzierte Pilz- oder Fischbrühe, während für reduzierte Fleisch-, Wild-, Geflügel- oder Gemüsebrühen der Fachausdruck Fond verwendet wird.
Nach anderen Quellen sind Fumets von drei Arten: aus Fisch, Wild und Kryptogame (Pilze und Trüffel); Fumets aus aromatischen Pflanzen tragen den Namen "Essenz". Fumets aus Fleisch haben den Namen Glace oder Fleischextrakt. Fumets aus Krebstieren sind nichts anderes als Coulis.
Fumet bedeutet wörtlich auf Französisch Aroma, es gibt einer Sauce oder Suppe zusätzlich Geschmack und Körper.
Der Begriff Fumet steht generell meist für besonders kräftigen Fischfond (franz. fumet de poisson).
Für Fumet aus Pilzen eignen sich alle Zuchtpilze, sie werden in gesalzenem Wasser mit Butter und Zitrone stark eingekocht. Trüffel-Fumet ist eine Reduktion aus Madeira mit Schalen von Trüffel.